# Tim Bendzko
Tim Bendzko, född 9 april 1985 i Berlin, är en tysk sångare. 

## Karriär
Tim Bendzko blev känd för sin debutsingel "Nur noch kurz die Welt retten" som släpptes den 27 maj 2011. Låten blev en hit i både Tyskland, Schweiz och Österrike där den nådde topp-10-placeringar på ländernas officiella singellistor. I alla tre länderna tillbringade den över 30 veckor på singellistan och som högst kom den på andra plats i Tyskland. Den 17 juni släppte han sitt debutalbum Wenn Worte meine Sprache wären. Albumet nådde fjärde plats på den tyska albumlistan och blev även det framgångsrikt i Österrike och Schweiz. Den 29 september vann han Bundesvision Song Contest 2011 för sitt förbundsland Berlin med låten "Wenn Worte meine Sprache wären". Nästa dag, den sista september, släpptes låten som hans andra singel från albumet med samma titel. Den nya singeln nådde femte plats på den tyska singellistan och hade även en viss framgång i Österrike och Schweiz. Den 9 mars 2012 släppte han sin tredje singel "Ich laufe". Den nådde som högst plats 47 på den tyska singellistan och 53 på den österrikiska.

## Diskografi

### Album
- 2011 - Wenn Worte meine Sprache wären

### Singlar
- 2011 - Nur noch kurz die Welt retten
- 2011 - Wenn Worte meine Sprache wären
- 2012 - Ich laufe